# 阿本塞拉赫人和美女哈里法的故事
《阿本塞拉赫人和美女哈里法的故事》是一部西班牙历史小说，作者佚名，完整版本最早出现于1565年。该小说描述了15世纪摩尔王朝一名叫阿宾达拉埃斯的青年与美女哈里法经过重重波折喜结良缘的故事，塑造了理想的摩尔骑士形象，情节曲折动人。后世有许多作家运用这一故事题材，如胡安‧德‧蒂莫內達的《美女哈里法之詩》(1573)﹐盧卡斯‧羅德里格斯的《歷史謠曲》(1579)﹐赫羅尼莫‧德‧科瓦魯維亞斯的《熱戀中的埃利塞阿》(1594)等。